# Archey-Frosch
Der Archey-Frosch (Leiopelma archeyi) ist ein zur Familie der Neuseeländischen Urfrösche (Leiopelmatidae) gehörender Froschlurch. Die Art kommt hauptsächlich auf der neuseeländischen Halbinsel Coromandel vor. Der Artzusatz archeyi ehrt Gilbert Archey, Direktor des Auckland Institutes und Museums von dem der Erstbeschreiber den Direktorenposten übernahm.

## Merkmale
Archey-Frösche sind kleine Froschlurche. Männchen erreichen eine Kopf-Rumpf-Länge von bis zu 31 mm, die Weibchen werden mit bis zu 37 mm etwas größer. Ihre Farbe variiert von überwiegend grün oder grün und braun bis überwiegend braun. Schwimmhäute zwischen den Zehen fehlen oder sind reduziert. Ein Tympanum (Membran des Hörorgans) ist nicht sichtbar. Dorsal befinden sich abgegrenzte körnig drüsige Bereiche, die sich in sechs Längsreihen nach hinten und zu den Seiten erstrecken. Davon ist die mittlere Reihe am deutlichsten ausgeprägt. Die Drüsen befinden sich auch auf der Oberseite der Beine und Füße und in geringerem Maße an den Armen.

## Verbreitung
Archey-Frösche leben auf der Nordinsel Neuseelands, die größte Subpopulation befindet sich auf der Coromandel-Halbinsel. Eine kleinere Population lebt auf einem sechs Quadratkilometer großem Gebiet im Whareorino Forest im Westen der Nordinsel. 2006 wurden nach dem Befall des Whareorino Bestandes mit dem Chytridpilz 70 Frösche vom Whareorino Forest in den Pureora Forest Park umgesiedelt, allerdings ist es noch zu früh um festzustellen, ob die Translokation erfolgreich war.

## Lebensraum und Lebensweise
Archey-Frösche kommen in feuchten Primärwäldern vor, als bodenbewohnende Art sind sie jedoch nicht an fließendes Wasser gebunden. Sie sind nachtaktiv und ziehen sich am Tag an kühle und feuchte Stellen unter Steinen oder Baumstämmen zurück. Die Eier werden in Schnüren abgelegt, die kleinen Gelege werden an feuchten Stellen unter Steinen oder Baumstämmen deponiert. Die Durchmesser der Eierkapseln liegen zwischen 8 und 11 mm. Die Eier sind dotterig, unpigmentiert und in klare Kapseln eingeschlossen. Manchmal besetzen die Frösche, insbesondere die Männchen, die Eiablage-Stellen schon Wochen oder länger vor dem Legen der Eier. Aus den Eiern entwickeln sich ohne Kaulquappenstadium direkt kleine Frösche. Die noch mit einem Schwanz versehenen jungen Frösche klettern unmittelbar nach dem Schlüpfen auf den Rücken des männlichen Elterntieres und verbringen dort mehrere Wochen, in denen sie ihre Entwicklung abschließen.
Cree fand 1989 heraus, dass dehydrierte Individuen von Archey-Fröschen unter nassem Laub innerhalb von nur 4 Stunden von 92 auf 99 Prozent ihres ursprünglichen Körpergewichtes rehydrieren können.

## Gefährdung und Schutz
In der Coromandel-Region ging der Bestand massiv zurück. Von 1984 bis 1994 betrug die jährliche Schätzung 433 Individuen, die im Zeitraum von 1996 bis 2002 um 88 % auf nur 53 Frösche zurückging. Hinweise auf eine Infektion mit dem Amphibien-Chytridpilz könnten eine Ursache für den massiven Rückgang um 1996 sein, die Ursache ist allerdings noch ungeklärt und andere Faktoren könnten zu den Rückgängen beigetragen haben. Durch die Einschränkung von Bergbauaktivitäten und die Bekämpfung von eingeschleppten Fressfeinden, wie Ratten, konnte die Population der Coromandel-Region wieder stabilisiert werden. Es gibt allerdings keine Anzeichen dafür, dass die Bestände auf ihre frühere Größe zurückkehren. Zumal der Grund für die dramatischen Rückgänge unklar bleibt und möglicherweise nicht ausgeräumt ist. Im Whareorino Forest, wo die eingeschleppten Fressfeinde nicht kontrolliert werden, ist mit einem Rückgang der Bestände zu rechnen. Für die weitere Subpopulation gibt es zu wenig Daten zur Trendbestimmung des Bestandes. Die Art wird deshalb von der IUCN als vom Aussterben bedroht eingestuft.